# 邦达多吉
邦达多吉（藏語：སྤོམ་མདའ་ཚང་རྡོ་རྗེ，威利转写：spom mdav tshang rdo rje；1905年—1974年）藏族，西藏昌都芒康人。西藏商人、政治家，邦达昌的主要人物之一。

## 生平
邦达多吉早年经商。后来曾任藏军代本。1936年，红四方面军到达甘孜时，任博巴人民共和國革命政府财政部部长。1937年后，任国民政府军康北骑兵大队大队长、义敦县县长。1949年底，曾经同格达活佛等人联名致信毛泽东，要求早日進軍康藏。1950年后，历任西南军政委员会委员，昌都地区人民解放委员会主任，西藏自治区筹备委员会委员兼副秘书长，第一、二届西藏自治区政协副主席。邦达多吉是第一至三届全国人大代表、第二届全国政协委员。
1974年，邦达多吉逝世。